# Carex fossa
Carex fossa är en halvgräsart som beskrevs av Gerald A. Wheeler. Carex fossa ingår i släktet starrar, och familjen halvgräs. Inga underarter finns listade i Catalogue of Life.